# Agustina Barroso
Agustina Barroso Basualdo (Tandil, 20 maggio 1993) è una calciatrice argentina, difensore del Palmeiras e della nazionale argentina.

## Carriera

### Nazionale
Barroso inizia ad essere convocata dalla Federcalcio argentina all'età di 16 anni. Nel 2009 è stata convocata nella squadra Under-17, e all'età di 19 anni viene chiamata dal tecnico Carlos Borrello nella formazione Under-20 che partecipa al Mondiale di Giappone 2012, alla sua terza qualificazione al torneo mondiale di categoria.
Borrello la impiega in tutti i tre incontri del gruppo C, tuttavia la squadra si rivela incapace di essere al livello tecnico delle avversarie venendo sconfitta da Canada, Corea del Nord e Norvegia, di conseguenza l'Argentina viene eliminata già alla fase a gironi.
Con la nazionale maggiore ha giocato la Copa América 2014 in Ecuador e ha vinto la medaglia di bronzo nella Copa América 2018 in Cile. Ha fatto parte della squadra campione dei Giochi sudamericani 2014 e dei Giochi panamericani di Toronto 2015, convocata dal tecnico Julio Olarticoechea e nel quale viene impiegata in tre incontri.
Nel 2017 si è consolidata da titolare nella difesa centrale, in seguito è convocata dal commissario tecnico Borrello al Campionato sudamericano di Cile 2018, torneo che serve anche per assegnare l'accesso al Mondiale di Francia 2019. In quell'occasione Borrello la impiega in sette incontri disputati nel torneo, dove l'Argentina termina al terzo posto del girone finale giocandosi di conseguenza, nello spareggio CONCACAF-CONMEBOL, l'ultimo posto disponibile per il mondiale con Panama. Il doppio incontro di andata e ritorno dell'8 e 13 novembre 2018, dove Barroso disputa entrambe le partite, hanno visto prevalere l'Argentina con un punteggio complessivo di 5-1, riportando la nazionale sudamericana ad un Mondiale dopo l'unica sua partecipazione all'edizione di Cina 2007. Ha esordito ai Mondiali nell'incontro inaugurale contro il Giappone, dove ha giocato l'intera partita, conclusa a reti inviolate, e ottenuto il primo punto nella storia dei Mondiali per la squadra femminile argentina. Borrello decide di convocarla anche per l'edizione inaugurale della Cup of Nations, dove scende in campo da titolare in tutti i tre incontri disputati dalla sua nazionale.

## Palmarès

### Club

#### Trofei nazionali
- Campionato argentino: 2

UAI Urquiza: 2012 (Clausura), 2014

#### Trofei internazionali
- Coppa Libertadores: 1

Audax/Corinthians: 2017